# 巴佐凯赖特杰
巴佐凯赖特杰，是匈牙利佐洛州所辖的一个村，总面积8.03平方公里，总人口831，人口密度103.5人/平方公里（2010年1月1日）。